# Agência Europeia das Substâncias Químicas

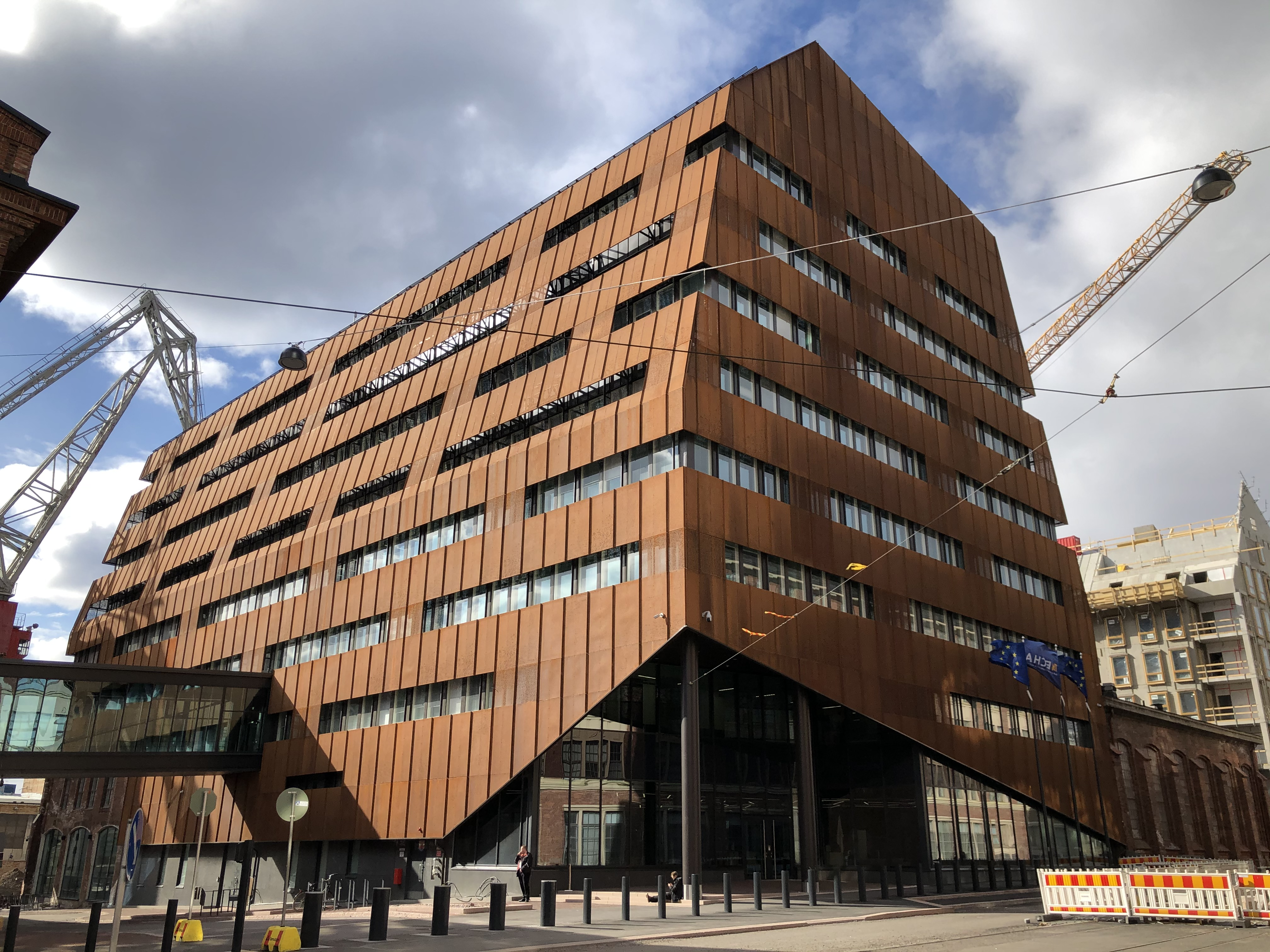

A Agência Europeia das Substâncias Químicas (sigla: ECHA) é uma organização da União Europeia que visa gerir os aspectos técnicos, científicos e administrativos do REACH, o sistema de registo dos produtos químicos da UE. A sua sede localiza-se em Helsínquia, na Finlândia.